# Hoekig schorsschijfje
Het hoekig schorsschijfje (Diatrype disciformis) is een schimmel behorend tot de familie Diatrypaceae. De wratachtige tot puistige vruchtlichamen verschijnen het hele jaar door op beukentakken die op de grond liggen met de schors er nog aan. Hij groeit in dichte groepen. Hij komt vooral veel voor van de winter tot de lente. Het groeit zelden op andere loofbomen. De schimmel komt zeer veel voor in beukenbossen en kan bij een gerichte zoektocht nauwelijks over het hoofd worden gezien.

## Kenmerken

### Uiterlijke kenmerken
De vruchtlichamen (stroma) bestaan uit een 2 tot 3 mm breed en tot 1,5 mm hoog, vrij rond en zijn hard houtachtig. De term stroma verwijst naar de collectieve vruchtlichamen in zakjeszwammen, die verschillende perithecia bevatten. Soms kunnen meerdere stromata samen groeien en daardoor langwerpig lijken. Het doffe, glanzende oppervlak is donkerbruin tot grijsbruin als het jong is, daarna roodbruin en zwartbruin als het ouder wordt. Het wordt als een zeef doorboord door de perithecia-openingen. De kleine vruchtlichamen breken door de bast heen, terwijl de snippers van de opengesprongen bast hoekige hoeken vormen. Als een stroma horizontaal wordt doorgesneden met een scherp mes, zijn er binnenin ongeveer 20 perithecia te zien. De perithecia zijn de eigenlijke vruchtlichamen waarin de sporen worden gevormd.
Door zijn harde, houtachtige vruchtlichaam is de paddenstoel niet geschikt als eetbare paddenstoel.

### Microscopische kenmerken
De hyaliene, gladde en allantoïde (worstvormige) sporen meten 5–8 × 1,4–1,6 µm en zitten in knotsvormige en langstelige buisjes. Het sporendragende deel is ongeveer 15 tot 45 µm lang en 4 tot 5,5 µm breed.

## Soortafbakening
Het wilgenschorsschijfje (Diatrype bullata) vormt sterk vergelijkbare vruchtlichamen, maar deze groeit op wilgentakken. Soorten van het geslacht Diatrypella kunnen ook vergelijkbaar zijn. Ze vormen ook afgeronde en pustuleuze stromata. Ze verschillen van het geslacht Diatrype in hun buizen met meerdere sporen. Meerdere sporen wil zeggen dat elk buisje zoveel sporen bevat dat het exacte aantal niet kan worden bepaald. Zeer vergelijkbaar en ook vrij algemeen is het elzenschorsschijfje (Diatrypella verrucaeformis), die voorkomt op dode takken van verschillende loofbomen voorkomt die nog schors hebben.

## Verspreiding

Europese verspreiding
groen = landen met meldingen van vondsten
roomwit = landen zonder vondsten
lichtgrijs = geen gegevens
donkergrijs = niet-Europese landen

Het hoekig schorsschijfje komt algemeen voor in Nederland. Het staat niet op de rode lijst en is niet bedreigd.